# Aaron Glacier
Aaron Glacier är en glaciär i Antarktis. Den ligger i Västantarktis. Inget land gör anspråk på området. Aaron Glacier ligger 1 977 meter över havet.
Terrängen runt Aaron Glacier är kuperad åt nordväst, men åt sydost är den platt. Trakten är obefolkad. Det finns inga samhällen i närheten. 